# Gottfried Hemmelmayr
Gottfried Hemmelmayr OCist (* 9. November 1937 in Lichtenberg als Engelbert Hemmelmayr) ist ein österreichischer Ordenspriester. Er war von 1991 bis 2012 Abt des Stiftes Wilhering.

## Leben
Hemmelmayr maturierte 1949 im Stiftsgymnasiums von Wilhering und entschied sich 1957, Zisterzienser zu werden. Unter dem Ordensnamen Gottfried wurde er 1957 in das Noviziat des Stift Wilhering aufgenommen. Nach Vollendung der theologischen Studien an der Katholisch-Theologischen Hochschule in Linz und der Universität Innsbruck spendete ihm 1963 der Innsbrucker Bischof Paulus Rusch die Priesterweihe im Innsbrucker Dom.
Zwischen 1963 und 1969 war er Kaplan in den Stiftspfarren Gramastetten und Vorderweißenbach, ehe er 1968 zum Novizenmeister ernannt und mit 1. Juli 1969 zum Kaplan, 1983 zum Pfarrer von Wilhering bestellt wurde. In Wilhering setzte Hemmelmayr sein pädagogisches Wirken an den Pflichtschulen fort.
Die Erwählung Hemmelmayrs 1978 zum Subprior des Stiftes ist Auftakt für weitere innerklösterliche Leitungsfunktionen. Mit 1. September 1986 wurde er zum Dechant des Dekanates Traun berufen. Er übte dieses Amt bis 1991 aus. Am 5. September 1991 wählte ihn der Konvent von Wilhering unter Vorsitz von Abtpräses Gerhard Hradil zum 73. Abt des Stiftes; Generalabt Polykarp Zakar spendete ihm am 22. September 1991 die Abtsbenediktion. Zwischen 1997 und 2003 bekleidete er die Funktion des Abtpräses der Österreichischen Zisterzienserkongregation.
Hemmelmayrs pastorales Engagement zeigt sich unter anderem in seinem Wirken als Pfarrer von Wilhering, dessen Amt er auch nach seiner Weihe zum Abt weiter bekleidete sowie in den zahlreichen Renovierungsarbeiten an den inkorporierten Kirchen und Pfarrhöfen des Stiftes. Zur Vorbereitungen auf das 850-Jahr-Jubiläum des Stiftes Wilhering im Jahr 1996 forcierte Hemmelmayr zahlreiche Renovierungsarbeiten an der historischen Gebäudesubstanz des Stiftes. Darüber hinaus etablierte er das kulturelle Wirken der Abtei im Wilheringer Sommertheater und diversen überregionalen Veranstaltungen.
Hemmelmayr resignierte als Abt am 8. Juni 2012.